# Bixafen
Bixafen (ISO-naam) is een fungicide dat in 2006 door Bayer CropScience werd geïntroduceerd. De chemische structuur is verwant aan die van boscalid.

## Toepassingen
Bixafen is bedoeld om op tarwe en andere graanteelten versproeid te worden, en zou een effectieve controle van onder meer Septoriaschimmels en bruine roest mogelijk maken, ook van soorten die resistent zijn tegen strobilurines. De stof zal enkel in combinatie met een andere actieve stof worden geleverd, met name het triazoolfungicide prothioconazool. Deze combinatie blijkt bij veldproeven een hogere opbrengst en een langere bescherming op te leveren. Een merknaam was in 2009 nog niet bekend: de codenaam van Bayer voor de combinatie was BAYF869. De stof kwam later op de markt in de producten Aviator Xpro (bixafen en prothioconazool), Skyway Xpro en Evora Xpro (allebei bixafen, prothioconazool en tebuconazool).

## Regelgeving
Bayer diende op 8 oktober 2008 in het Verenigd Koninkrijk een aanvraagdossier in om bixafen op te nemen in bijlage I bij de Europese Richtlijn 91/414/EEG (de lijst van toegelaten gewasbeschermingsmiddelen). De Europese Commissie verklaarde het dossier op 10 september 2009 als volledig. Na de beoordeling van de stof door de Europese Autoriteit voor Voedselveiligheid (EFSA) besliste de Commissie op 17 april 2013 om bixafen goed te keuren overeenkomstig de nieuwe verordening (EG) nr. 1107/2009, die richtlijn 91/414/EEG heeft vervangen. De goedkeuring ging in op 1 oktober 2013.